# Oh Yeah! Cartoons
Oh Yeah! Cartoons foi um bloco de desenhos animados estadunidense dos anos 90 que foi exibido no canal da TV a cabo Nickelodeon. Oh Yeah! era um projeto de animação guiado por Fred Seibert, diretor criativo anterior de redes da MTV e presidente da Hanna-Barbera. Tinha o mesmo formato do What a Cartoon! Show, do Cartoon Network. 
A conta Burnett compôs a música do tema de shows. Nos termos do volume sheer, Oh yeah! Os cartoons remanescem o programa de desenvolvimento o maior de animação de TV. Dando a diversos filmes a oportunidade de criar quase 100 cartoons de sete-minutos, a série deu eventualmente o nascimento a três spin-offs de meia hora: Os Padrinhos Mágicos, entre outros da Nickelodeon Oh yeah! half-hour caracterizado em sua primeira estação, um total de 39 cartoons, cada um de sete-minutos em 13 episodios, o número de cartoons e de caráteres novos em alguma outra única rede. 
Em seu funcionamento cheio, Oh yeah! Cartoons eram caracterizados e produzidos sobre 99 cartoons e 54 caráteres. Muitos das pequenas animações foram criados pelos Cartunistas que se tornaram mais tarde, mais proeminentes, incluindo Bob Boyle, Thomas R. Fitzgerald, Bill Burnett, Jaime Diaz, Greg Emison, John Eng, John Fountain, Antoine Guilbaud, Butch Hartman, Larry Huber, Steve Marmel, Zac Moncrief, Ken Kessel, Alex Kirwan, Seth MacFarlane, Carlos Ramos, Rob Renzetti, Miles Thompson, Byron Vaughns, Pat Ventura, Vincent Waller e Dave Wasson.